# Plectris reticulata
Plectris reticulata är en skalbaggsart som beskrevs av Frey 1967. Plectris reticulata ingår i släktet Plectris och familjen Melolonthidae. Inga underarter finns listade i Catalogue of Life.